# Самтер (округ, Джорджия)
Са́мтер (англ. Sumter County) — округ штата Джорджия, США. Население округа на 2000 год составляло 33 200 человек. Административный центр округа — город Америкус.

## История
Округ Самтер основан в 1831 году.

## География
Округ занимает площадь 1256.1 км2.

## Демография
Согласно Бюро переписи населения США, в округе Самтер в 2000 году проживало 33 200 человек. Плотность населения составляла 26.4 человек на квадратный километр.